# Metody wyodrębniania kosztów stałych i zmiennych
Metody wyodrębniania kosztów stałych i zmiennych – są to metody pozwalające na wyodrębnienie z kosztów przedsiębiorstwa kosztów stałych i zmiennych. Wyróżnia się trzy podstawowe metody takiego wyodrębniania – są to: metoda księgowa, metoda inżynierska oraz metody statystyczne.
- Metoda księgowa polega na subiektywnym zaliczaniu poszczególnych pozycji kosztów do kosztów stałych lub zmiennych przez księgowego albo innego specjalistę na podstawie jego doświadczenia i rozsądnego osądu.
- Metoda inżynierska to obiektywna ocena sposobu zużycia czynników produkcji wykorzystująca szczegółową analizę produktu i procesu technologicznego, na podstawie której możliwe jest określenie kosztów zmiennych i stałych.
- Metody statystyczno-matematyczne wykorzystują założenie, że całkowite koszty działalności operacyjnej przedsiębiorstwa są w sposób liniowy zależne od skali działania podmiotu. Metody statystyczne bazują na danych historycznych, na podstawie których możliwe jest wyznaczenie kosztu zmienne i stałego.

## Podział metod statystyczno-matematycznych
Do metod statystyczno-matematycznych należą:
- Metoda wielkości ekstremalnych – polega na wyróżnieniu z szeregu czasowego wielkości produkcji i odpowiadającym im wielkościom kosztu całkowitego dwóch obserwacji ekstremalnych (skrajnych): minimalnej i maksymalnej. Z użyciem tych wielkości obliczany jest koszt krańcowy, który jest określany jako przyrost kosztów całkowitych między wybranymi punktami ekstremalnymi, przypadający na dodatkową jednostkę produkcji. Na tej podstawie szacuje się poziom kosztów stałych jako różnicę między kosztami całkowitymi a kosztami danej produkcji. Z uwagi na pomijanie obserwacji nieekstremalnych metoda nie nadaje się do zastosowania w praktyce.
- Metoda średnich podokresów – polega na uszeregowaniu według rosnącej wartości produkcji par liczbowych określających wielkości produkcji i przypisane im wielkości kosztów całkowitych, następnie podzieleniu tego zbioru na dwie grupy, obliczeniu wartości średnich produkcji i kosztów całkowitych każdej z grup, a następnie wyliczeniu kosztów stałych i zmiennych zgodnie z zasadą wykorzystywaną przy metodzie wartości ekstremalnych (wartości ekstremalne w metodzie średnich podokresów zastępuje się wartościami średnimi, obliczonymi dla każdej z grup).
- Metoda regresji – polega na wykorzystaniu metody najmniejszych kwadratów do określenia funkcji linii prostej opisującej zależność kosztu całkowitego od wolumenu działalności (np. wielkości produkcji) oraz określenia stopnia dopasowania wyznaczonej funkcji do danych empirycznych. Zgodnie z tą metodą do obliczenia wartości kosztów zmiennych i stałych wykorzystuje się następujące wzory:

{\displaystyle kzj={\frac {\Sigma (Kc_{i}-{\bar {K}}c)\cdot (P_{i}-{\bar {P}})}{\Sigma (P_{i}-{\bar {P}})^{2}}},}
{\displaystyle Ks={\bar {K}}c-kzj\cdot {\bar {P}},}
gdzie:
- {\displaystyle kzj} – koszt zmienny jednostkowy,
- {\displaystyle Kc} – koszt całkowity,
- {\displaystyle Ks} – koszt stały,
- {\displaystyle P} – wolumen działalności (np. poziom produkcji).